# Курулуш (Аксыйский район)
Курулуш (кирг. Курулуш) — село в Аксыйском районе Джалал-Абадской области Кыргызстана. Административно подчинено администрации города Кербен.

## География
Село расположено в южной части области, вблизи государственной границы с Узбекистаном, на расстоянии приблизительно 1 километра (по прямой) к юго-западу от города Кербен, административного центра района.

## Население
Согласно оценочным данным Национального статистического комитета Кыргызской Республики, численность населения села на начало 2023 года составляла 1619 человек.
| год     | 2009 | 2014 | 2015 | 2020 | 2021 | 2023 |
| ------- | ---- | ---- | ---- | ---- | ---- | ---- |
| человек | 1266 | 1366 | 1342 | 1398 | 1604 | 1619 |